# Zombie
"Zombie" je protestna pjesma irskog sastava The Cranberries. Objavljena je na albumu No Need to Argue iz 1994. godine.
Pjesma govori o sukobima u Sjevernoj Irskoj između manjinskih katolika te većinskih protestanata. Posvećena je dvojici mladića, Jonathanu Ballu i Timu Parryju, koji su poginuli za vrijeme IRA-inog bombardiranja u Warringtonu.

## Popis pjesama
1. "Zombie" – 5:06
2. "Away" – 2:39
3. "I Don't Need" – 3:31

## Videospot
Spot za pjesmu režirao je Samuel Bayer. U spotu se između ostalog prikazuju i scene britanskih vojnika koji patroliraju Sjevernom Irskom. Zanimljivo je da vojnici pri snimanju nisu znali da će se snimke koristiti za spot, već im je rečeno da je snimanje za potrebe dokumentarnog filma. Spot je referenca na Uskrsni ustanak, te kritizira nasilje koje se provodi u zemlji.